# 世界の秘密
『世界の秘密』（せかいのひみつ）は、1971年4月5日から同年9月27日までフジテレビ系列局で放送されていたフジテレビ製作のクイズ番組である。放送時間は毎週月曜 20:30 - 21:00 （日本標準時）。

## 概要
世界中からあっと驚く秘密の持ち主や、過去に話題を振りまいたが一時行方不明になっていた人物などを招き、彼らの秘密を芸能人解答者たちが当てていた番組。直前の月曜20:00枠には、金曜21:00枠から移動してきた『万国びっくりショー』が放送されており、同番組にも本番組にも世界中からさまざまな秘密を持った人物が招かれていた。
1971年秋の改編で『万国びっくりショー』とこの『世界の秘密』は統合され、1時間番組『世界びっくりスペシャル』としてリニューアルした。こちらも本番組司会の桂小金治が司会を務めていた。

## 出演者

### 司会
- 桂小金治[2]

### レギュラー解答者
- 藤原弘通[2]
- ロミ・山田[2]
- 神津善行[2]
- イーデス・ハンソン[2]
- 解答者はこの4人のほかに、毎回ゲスト解答者が1人参加していた。

## 提供
- 東洋紡績
- 日本エクスラン工業

表面的には二社提供だが、東洋紡績はエクスランの親会社であるため、変則的な一社提供となっている。